# 米田健三
米田 健三（よねだ けんぞう、1904年1月13日 - 1971年6月20日）は、日本の経営者、工学博士。久保田鉄工(現在のクボタ)社長を務めた。

## 経歴
広島県呉市出身。1928年に東京帝国大学工学部機械工学科を卒業し、同年に久保田鉄工(現在のクボタ)に入社。1946年に取締役に就任し、1949年に常務、1960年に専務を経て、1967年に社長に就任した。
1968年11月に紫綬褒章を受章した。
1971年6月20日、胃がんのために死去。67歳没。